# 2013-as olasz labdarúgó-szuperkupa
A 2013-as olasz labdarúgó-szuperkupa (hivatalos nevén: Supercoppa Italiana) 2013. augusztus 18-án került megrendezésre a római Olimpiai Stadionban. A mérkőzést a 2013-as bajnok Juventus és a kupagyőztes Lazio játszotta.

## Mérkőzés
Az első negyedórában csupán 1-1 kapura lövést lehetett feljegyezni, a félidő derekán pedig Antonio Conte úgy tűnt, hogy nehéz helyzetbe kerülhet, mert Claudio Marchisio megsérült a 21. percben. Paul Pogba azonban remekül szállt be, hiszen még csak 135 másodperce volt a pályán, amikor gólt szerzett. Andrea Pirlo állt a labda mögé, hogy elvégezzen egy szabadrúgást, gyorsan legurította a labdát Stephan Lichtsteinernek, aki a jobb oldalról középre adott, Pogba pedig fordulásból a jobb alsó sarokba lőtt hét méterről.
A második játékrész eleje sem hozott különösebb izgalmakat, de azt követően a Juventus négy perc alatt eldöntötte a mérkőzés sorsát. Az 52. percben egy villámgyorsan végigvitt kontrát követően Giorgio Chiellini talált be Lichtsteiner passzát követően, úgy, hogy fél perccel előtte még Miroslav Klose elől kellett mentenie a torinói védőknek. Két perccel később Lichtsteiner került főszerepbe, remek ütemben tört be a tizenhatoson belülre, a Mirko Vucsinicstől kapott labdát pedig lazán, jobb külsővel gurította be a bal alsó sarokba. Ezután szinte rögtön jött az újabb tőrdöfés a teljesen szétesett Laziónak. Lichtsteiner, majd Pogba lövését fogta bravúrral Federico Marchetti, ezt követően azonban nem tudta fogni Carlos Tévez lövését, aki okosan helyezte a labdát a jobb alsó sarokba.

## Mérkőzés adatok
| 2013. augusztus 18. 21:00 UTC+02:00 | Juventus                                           | 4 – 0       | Lazio | Olimpiai Stadion (Róma), Róma Nézőszám: 54 000 Játékvezető: Gianluca Rocchi |
| 2013. augusztus 18. 21:00 UTC+02:00 | Pogba 23' Chiellini 52' Lichtsteiner 54' Tévez 56' | Jegyzőkönyv |       | Olimpiai Stadion (Róma), Róma Nézőszám: 54 000 Játékvezető: Gianluca Rocchi |

| Juventus | Lazio |

|               |    |                      |     |     |
|               |    |                      |     |     |
| GK            | 1  | Gianluigi Buffon (c) |     |     |
| DF            | 15 | Andrea Barzagli      | 43' | 75' |
| DF            | 19 | Leonardo Bonucci     |     |     |
| DF            | 3  | Giorgio Chiellini    |     |     |
| MF            | 26 | Stephan Lichtsteiner |     | 82' |
| MF            | 23 | Arturo Vidal         |     |     |
| MF            | 21 | Andrea Pirlo         |     |     |
| MF            | 8  | Claudio Marchisio    |     | 20' |
| MF            | 22 | Kwadwo Asamoah       |     |     |
| FW            | 10 | Carlos Tévez         |     |     |
| FW            | 9  | Mirko Vučinić        |     |     |
| Cserék:       |    |                      |     |     |
| DF            | 4  | Martín Cáceres       |     | 75' |
| DF            | 5  | Angelo Ogbonna       |     | 82' |
| MF            | 6  | Paul Pogba           |     | 20' |
| DF            | 11 | Paolo De Ceglie      |     |     |
| FW            | 12 | Sebastian Giovinco   |     |     |
| FW            | 14 | Fernando Llorente    |     |     |
| MF            | 17 | Luca Marrone         |     |     |
| MF            | 20 | Simone Padoin        |     |     |
| FW            | 27 | Fabio Quagliarella   |     |     |
| GK            | 30 | Luca Marrone         |     |     |
| FW            | 32 | Alessandro Matri     |     |     |
| MF            | 33 | Mauricio Isla        |     |     |
| Edző:         |    |                      |     |     |
| Antonio Conte |    |                      |     |     |

|                   |    |                      |     |     |
|                   |    |                      |     |     |
| GK                | 22 | Federico Marchetti   |     |     |
| RB                | 39 | Luis Pedro Cavanda   |     |     |
| CB                | 3  | André Dias           | 59' |     |
| CB                | 20 | Giuseppe Biava       |     |     |
| LB                | 26 | Ștefan Radu          |     | 58' |
| DM                | 24 | Cristian Ledesma (c) |     | 56' |
| RM                | 87 | Antonio Candreva     |     |     |
| CM                | 8  | Hernanes             | 31' | 70' |
| CM                | 5  | Lucas Biglia         |     |     |
| LM                | 19 | Senad Lulić          |     |     |
| CF                | 11 | Miroslav Klose       |     |     |
| Cserék:           |    |                      |     |     |
| GK                | 1  | Albano Bizzarri      |     |     |
| DF                | 2  | Michaël Ciani        |     |     |
| MF                | 4  | Luca Crecco          |     |     |
| MF                | 10 | Ederson              |     | 56' |
| MF                | 15 | Álvaro González      |     |     |
| FW                | 18 | Libor Kozák          |     |     |
| MF                | 23 | Ogenyi Onazi         |     | 70' |
| FW                | 25 | Antonio Rozzi        |     |     |
| MF                | 27 | Lorik Cana           |     |     |
| DF                | 85 | Diego Novaretti      |     |     |
| GK                | 95 | Thomas Strakosha     |     |     |
| FW                | 99 | Sergio Floccari      |     | 58' |
| Edző:             |    |                      |     |     |
| Vladimir Petković |    |                      |     |     |